# Col des Etroits
Il   col des Etroits è un passo di montagna nel Massiccio del Giura, Canton Vaud, Svizzera. Collega la località di Fleurier con quella di Yverdon-les-Bains passando per Vuiteboeuf. Si può arrivare anche dalla Francia da Pontarlier passando per il comune de La Cluse-et-Mijoux. Sulla strada del passo si trova Sainte-Croix. Scollina a un'altitudine di 1 152 m s.l.m.